# Connacht
Connacht /ˈkɒnɔːt/ hay Connaught (tiếng Ireland: Connacht hay Cúige Chonnacht) là một trong bốn tỉnh của Ireland, nằm về phía tây của đảo quốc. Tỉnh Connacht không có chức năng chính thức về mục đích chính quyền địa phương, song được công nhận chính thức là phân vùng của Ireland. Connacht nằm trong khu vực bầu cử Midlands-North-West của Nghị viện châu Âu.
Cho đến thế kỷ 9, Connacht gồm một số vương quốc độc lập như Lúighne, Uí Maine và Iarthar Connacht. Vương quốc Connacht sụp đổ trong thập niên 1230 do nội chiến trong triều đình, tạo điều kiện để người Ireland gốc Anh tràn đến định cư. Thuộc địa của người Anh tại Connacht thu hẹp từ khoảng 1300-1360, do các sự kiện như trận Ahascragh năm 1307, trận Athenry thứ hai năm 1316 và sát hại Bá tước Ulster năm 1333, khiến cho văn hoá Gael phục hồi và thực dân rút đến các thị trấn như Ballinrobe, Loughrea, Athenry và Galway. Đến thế kỷ 16, các vương quốc như Uí Maine và Tír Fhíacrach Múaidhe vẫn nằm ngoài quyền kiểm soát của người Anh, trong khi nhiều gia đình Ireland gốc Anh như de Burgh, de Bermingham, de Exeter, de Staunton hoàn toàn bị Gael hoá. Chỉ đến cuối những năm 1500, khi vương triều Tudor chinh phục Ireland, Connacht mới bị phân thành các hạt như hiện tại.
Tỉnh Connacht có số người nói tiếng Ireland đông nhất, chiếm 5–10% (40.000–55.000) dân số. Các khu vực Gaeltacht (nói tiếng Ireland) nằm tại các hạt Galway và Mayo. Theo điều tra năm 2011, có 14.600 người nói tiếng Ireland bên ngoài hệ thống giáo dục trên cơ sở hàng ngày.
| #  | Khu dân cư         | Hạt           | Dân số |
| -- | ------------------ | ------------- | ------ |
| 1  | Galway             | hạt Galway    | 76.778 |
| 2  | Sligo              | hạt Sligo     | 19.452 |
| 3  | Castlebar          | hạt Mayo      | 10.826 |
| 4  | Ballina            | hạt Mayo      | 10.361 |
| 5  | Tuam               | hạt Galway    | 8.242  |
| 6  | Ballinasloe        | hạt Galway    | 6.659  |
| 7  | Roscommon          | hạt Roscommon | 5.693  |
| 8  | Westport           | hạt Mayo      | 5.543  |
| 9  | Loughrea           | hạt Galway    | 5.062  |
| 10 | Oranmore           | hạt Galway    | 4.799  |
| 11 | Monksland          | hạt Roscommon | 4.500  |
| 12 | Carrick-on-Shannon | hạt Leitrim   | 3.980  |
| 13 | Claremorris        | hạt Mayo      | 3.979  |
| 14 | Athenry            | hạt Galway    | 3.950  |